# Réticence dolosive en droit civil français
Pour un article plus général, voir Dol en droit civil français.
La réticence dolosive ou dol par réticence est l'omission volontaire par une personne d'un fait qu'elle a obligation de révéler. Parfois assimilée à un dol civil, c'est une cause de nullité du contrat.
La réticence dolosive est considérée, depuis les années 1970 en droit français, comme un vice du consentement.

## Une notion prétorienne codifiée par la réforme de 2016
La notion de réticence dolosive, dans un premier temps, n'a pas été définie dans le code civil français : elle a été dégagée par la jurisprudence. En effet, l'article 1116 du code civil fait à l'origine référence à des « manœuvres », ce qui traduit une action volontaire et matérielle. La question se pose alors de savoir si l'abstention volontaire de donner des informations utiles au cocontractant peut être conçue comme une de ces manœuvres, puisqu'un silence n'est pas matériel. Il est nécessairement ambigu, et doit être interprété pour que l'on puisse dire qu'il est volontaire : la réticence n'est donc pas a priori une notion objective. C'est pourquoi la sanction d'un dol par réticence est d'abord morale. Ce n'est qu'à partir de 1958, que la jurisprudence française reconnait de façon constante la réticence comme un moyen de réaliser un dol.
L'ordonnance no 2016-131 du 10 février 2016 portant réforme du droit des contrats, du régime général et de la preuve des obligations est venue codifier la notion de réticence dolosive dégagée par la jurisprudence antérieure. L'article 1137 alinéa 2 du Code civil définit la réticence dolosive comme la «dissimulation intentionnelle par l'un des contractants d'une information dont il sait le caractère déterminant pour l'autre partie».

### D'une sanction morale...

#### Réticence et droit romain

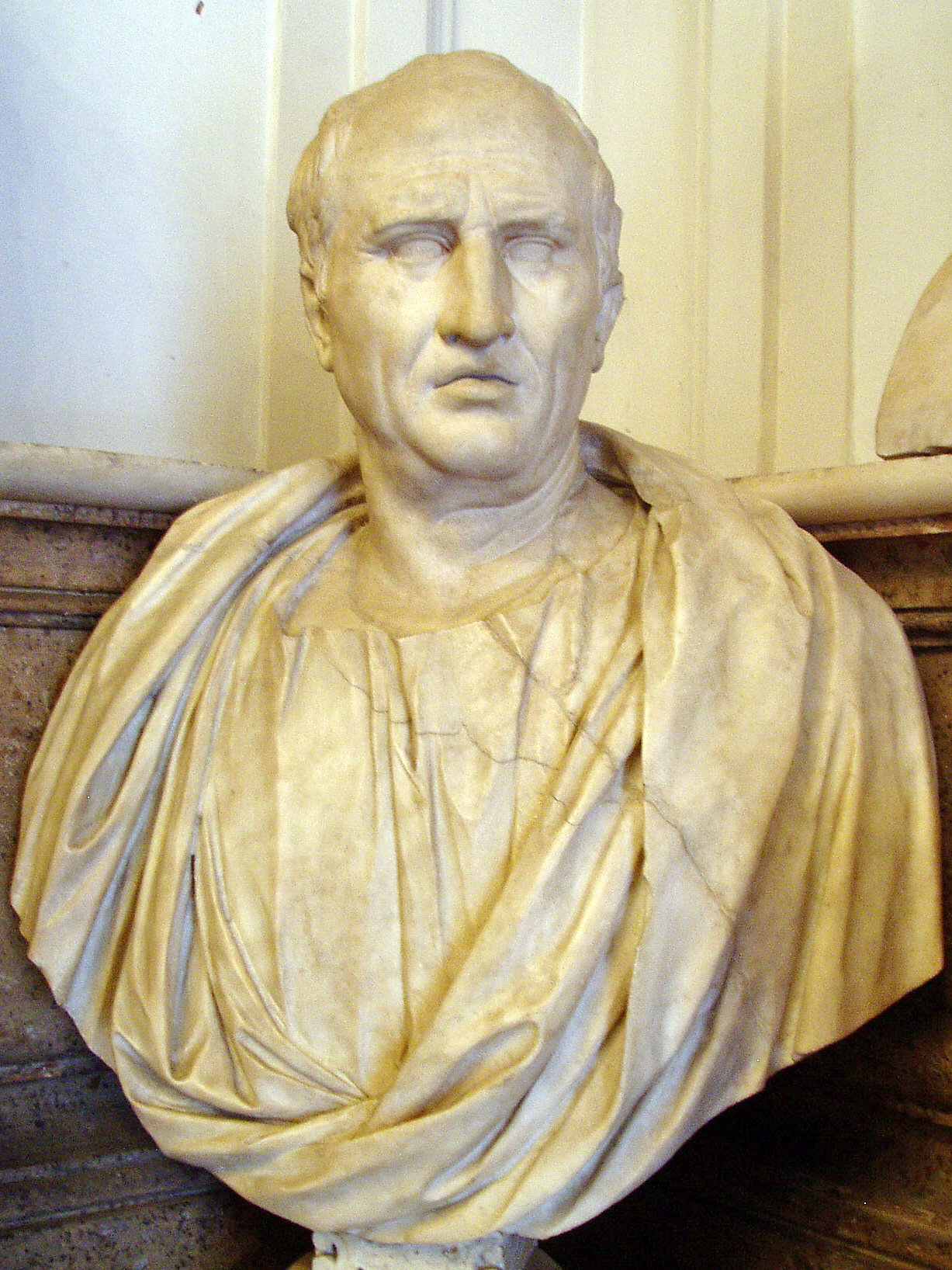
Cicéron

À l'origine, depuis Cicéron jusqu'à Pothier au XVIIIe siècle, la sanction de la réticence est d'abord morale. Ces jurisconsultes souhaitent en effet distinguer, de façon constante, « ceux qui ont employé le langage du mensonge, la vanité des discours », à ceux qui sont réticents à donner des informations, simplement considérés comme « habiles »
Cicéron raconte ainsi dans son De officiis le cas du marchand qui amène d'Alexandrie à Rhodes une grande quantité de blé, au moment où, chez les Rhodaniens, la disette a porté les cours à un niveau extrême du fait de la rareté des denrées. Doit-il révéler qu'il a vu, sur la mer, d'autres navires débordant de froment, ou se taire et vendre son blé le plus cher possible ? Cicéron blâmera le négociant, c'est-à-dire qu'il ne le sanctionnera que sur un plan moral, et non juridique.

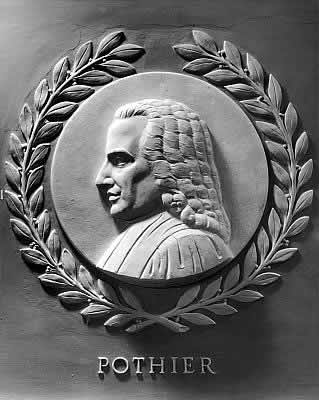
Pothier

C'est Aquilius qui créé l'action de dol, ce qui est le moyen d'opposer plus nettement encore la morale du droit. C'est en ces termes, en effet, que le problème fut souvent posé par la doctrine : « ce que l'on devait faire, en l'absence d'obligation juridique préexistante, ne regarde que la morale et le droit ne s'attache qu'aux actes ». Or, dans la définition de Marcus Labeon, les termes employés « impliquent une action positive par leur étymologie même ».
Au XVIIIe siècle, lorsqu'il envisage l'hypothèse, Robert-Joseph Pothier, qui aura à cœur d'étudier le droit romain, après qu'il eut fait référence à la morale chrétienne, reconnaitra que cette réticence n'est blâmable qu'au for interne, et qu'il n'appartiendrait donc pas au droit de sanctionner la réticence.

#### La difficile émergence de la réticence en droit moderne

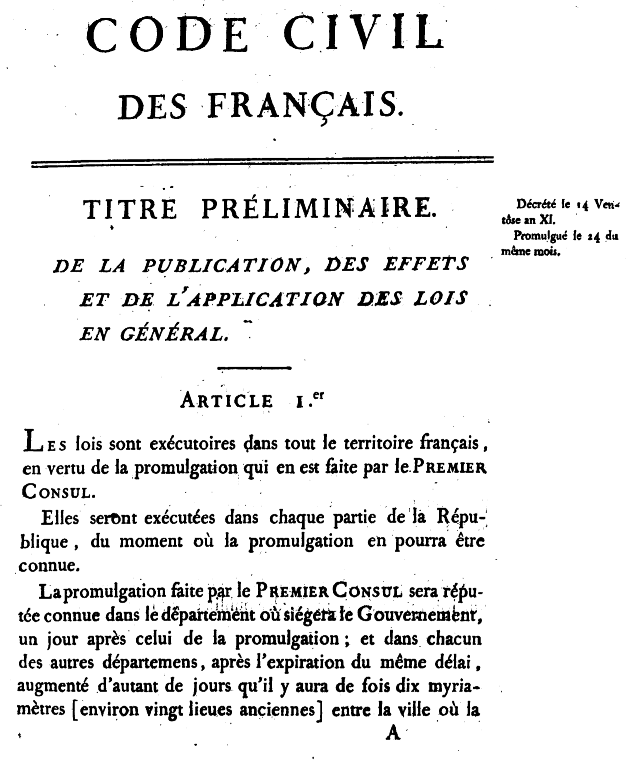
La première page du code civil des Français en 1804

Un peu plus tard, les rédacteurs du code civil retiennent la notion de « manœuvre » : Le problème moral essentiel du conflit entre le for externe et le for interne, qu'avaient abordé Cicéron et Pothier, « se réduisit ainsi à un problème de pure qualification ».
La réticence semble alors toujours permise, en tant que variante du dolus bonus. Les auteurs du XIXe siècle continuent dans ce courant de pensée, et à la veille du XXe siècle, Baudry-Lacantinerie et Barde écrivent qu'« en règle très générale, les réticences ne sauraient constituer le dol ».
La jurisprudence d'alors suit la doctrine, et elle n'admet pas la simple réticence comme dol. De tels arrêts restent isolés. Au silence, nécessairement ambigu et difficile à interpréter de façon objective par le juge, s'ajoute un « artifice coupable ». La nullité du contrat fut toutefois prononcée lorsqu'en réalité, la réticence avait porté sur une qualité substantielle de la chose. Ce n'est alors pas à proprement parler une consécration de la réticence, mais plutôt une simple reconnaissance de l'erreur provoquée par le silence du cocontractant.
Au contraire, la Cour de cassation, la majorité des juges du fond et de la doctrine restaient sur le principe de l'indifférence de la simple omission. Les décisions qui ont pu reconnaitre le fondement de la réticence dolosive étaient l'objet, de la part de la Cour régulatrice, de régulières substitutions de motifs, après avoir vérifié que des manœuvres matérielles, connexes ou aggravantes. Lorsque ce n'était pas le cas, l'arrêt de la Cour d'appel encourait la cassation. Seules des obligations légales d'information, très ponctuelles et rares en cette époque, étaient sanctionnées.
Le principe avait été affirmé dans l'affaire Hilairet : lors d'un règlement transactionnel entre deux anciens époux, à l'occasion de la liquidation de la communauté, le mari, qui s'était fait attribuer des immeubles situés à Hanoï, avait dissimulé à son ex-épouse qu'il entendait revendre lesdits immeubles et escomptait, en raison des différences de change, réaliser un bénéfice énorme. La Cour de cassation estimera que ce seul fait « ne (suffisait) pas, sans autre circonstance, à établir (à sa charge) une manœuvre illicite constitutive de dol ».

### ... À une sanction juridique

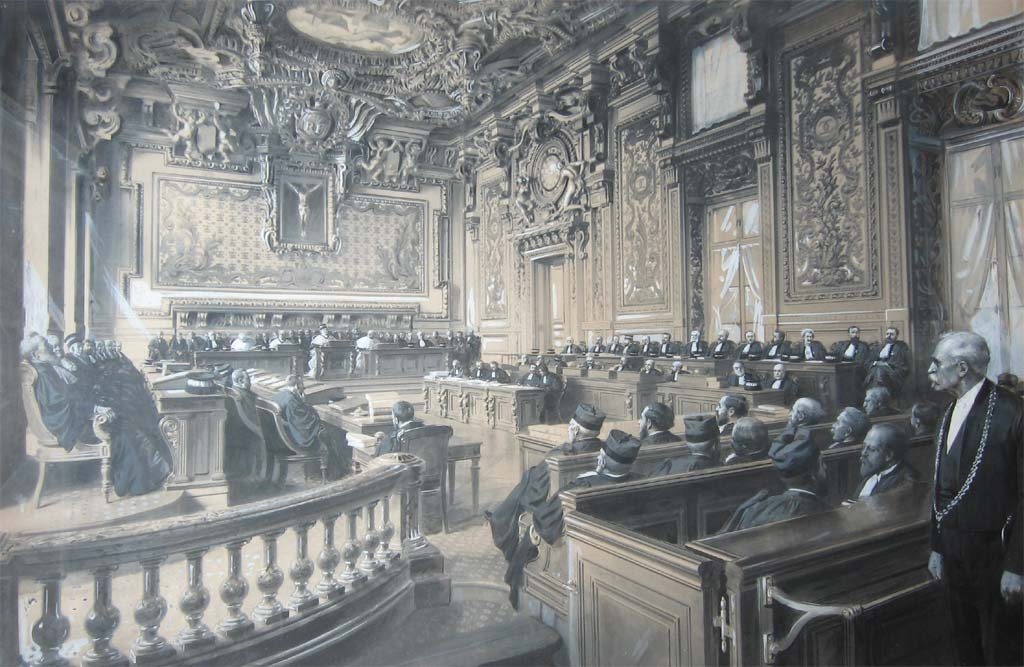
La grand'chambre de la Cour de cassation

Ce n'est qu'en 1958 que la Cour de cassation admettra de façon incontestable que l'existence d'un dol peut être « déduit(e) du silence volontairement gardé » par un contractant.
Depuis lors, la jurisprudence allait être amenée à faire une application constante de cette idée.
Il fut précisé dans un arrêt de la 1re Chambre civile de la Cour de cassation, rendu le 13 février 1967, qu'il importait peu que l'erreur produite portât sur la substance de la chose :

« Le dol peut résulter du silence d'une partie [...] l'erreur, provoquée par le dol, peut être prise en considération, même lorsqu'elle ne porte pas sur la substance de la chose, dès lors qu'elle a déterminé le consentement du cocontractant. »

Cependant, l'acheteur qui, devant les juges du second degré a soutenu la nullité du contrat pour erreur substantielle est irrecevable à invoquer, devant la Cour de cassation, le moyen selon lequel l'erreur provoquée par une réticence dolosive est une cause de nullité, même quand elle ne porte pas sur la substance de la chose.
En revanche, et la précision est importante, quoique le pouvoir d'appréciation des juges du fond soit souverain, il peut leur être reproché, en l'absence de manœuvre proprement dite, de ne pas avoir recherché si le demandeur n'avait pas été victime d'une réticence. C'est alors la consécration du dol par réticence : les juridictions du fond devant vérifier l'existence d'une réticence, elle est dès lors intégrée dans le corpus juridique. La réticence dolosive fait alors partie du droit positif.

## L'objet de la réticence
La réticence dolosive, pour être sanctionnée doit nécessairement porter sur une information qui a un caractère déterminant pour l'autre partie. La réticence porte sur une information déterminante, dès lors qu'en l'absence de dol, la victime n'aurait pas contracté ou l'aurait fait à des conditions substantiellement différentes.
En revanche, l'alinéa 3 de l'article 1137 prévoit expressément que la réticence dolosive n'est pas constituée lorsqu'un des cocontractants ne révèle pas à l'autre son estimation de la valeur de la prestation. Plus clairement, cela signifie que le droit n'empêche pas les acteurs économiques de conclure une bonne affaire. Si un vendeur vend un bien moins cher que sa valeur réelle estimée, il ne pèse aucune obligation sur l'acheteur de mentionner à son cocontractant son estimation de la valeur du bien[réf. nécessaire].

## Réticence dolosive et droit spécial de la consommation
Depuis les années 1970, et d'ailleurs sous l'impulsion du droit communautaire, le législateur intervient dans le sens de la jurisprudence, en protégeant les consommateurs. Ce droit fait aujourd'hui l'objet de son propre code, le code de la consommation. C'est un droit spécial, c'est-à-dire qu'il s'intéresse spécifiquement aux rapports juridiques entre professionnels et consommateurs, alors que le droit commun des contrats pose des principes pour l'ensemble des individus.
L'une des interventions du législateur a notamment été de multiplier les obligations d'informations ou de renseignement. Le professionnel, celui qui sait, est alors obligé par la loi à donner les informations utiles pour éclairer le consentement de son client.

## L'auteur de la réticence
À l'origine, la jurisprudence exigeait que la réticence dolosive provienne du cocontractant de la victime. L'ordonnance a maintenu cette solution en considérant que le dol n'est une cause de nullité que s'il émane du cocontractant. Ce principe a été tempéré afin de pouvoir appréhender un plus grand nombre de situations grâce au concept de dol. Désormais, le dol qui émane d'un «tiers de connivence» peut être sanctionné.

## La sanction de la réticence
Deux fondements sont possibles pour sanctionner la réticence dolosive.
D'abord, en tant que vice du consentement, le dol est une cause de nullité relative du contrat. L'exemple type de cette nullité pour réticence est illustré dans l'arrêt du 2 octobre 1974 de la troisième chambre civile de la Cour de cassation. Dans les faits, le vendeur d'une maison avait délibérément caché aux acheteur l'installation prochaine d'une procherie à moins de cent mètres de l'immeuble. Relevant l'intention dolosive du vendeur (celui-ci avait inséré une clause de non-garantie au contrat sachant que l'installation de la porcherie était imminente) la Cour accepte de prononcer la nullité du contrat. L'action en nullité est prescrite par le délai de droit commun qui est de 5 ans à compter du jour de la découverte du dol.
Ensuite, en tant que faute, le dol peut faire l'objet d'une action en responsabilité délictuelle sur le fondement de l'article 1240 du Code civil. L'intérêt de cette action est double: d'une part si la victime ne souhaite pas obtenir la nullité du contrat, elle pourra obtenir des dommages-intérêts de la part de l'auteur du dol; d'autre part, une action fondée sur la faute de l'article 1240 ne nécessite pas que soit démontrée l'intention dolosive de l'auteur de la réticence. Il suffit pour la victime de démontrer l'existence d'un préjudice relié causalement à la faute (réticence dolosive) de l'auteur. Par exemple, dans un arrêt du 28 mai 2008, la Cour de cassation a accueilli la demande de dommages-intérêts à la suite de la dissimulation par un vendeur de la construction d'un local sur un espace vert communal sur lequel donnait le jardin de l'appartement vendu. Ce qui est notable dans cet arrêt, c'est que la Cour d'appel ne s'est pas prononcé expressément sur le caractère intentionnel de la réticence, mais l'a bien caractérisée par la manœuvre dolosive (qui est la réticence) et par son caractère déterminant du consentement. Le caractère intentionnel n'était pas nécessaire dans le sens où la réticence était aussi caractéristique d'un manquement au devoir précontractuel d'information, faute au sens de l'article 1382. Le dol est ainsi accueilli aux fins de dommages-intérêts, et finalement utilisé à une certaine justice contractuelle. Aussi, la question qui peut se poser est celle de l'admissibilité du dol incident, non déterminante du consentement, dans la demande de dommages-intérêts.
Les deux actions ne sont pas exclusives l'une de l'autre. La victime peut tout à fait demander la nullité du contrat ainsi que des dommages-intérêts, sous réserve de rapporter la preuve d'un préjudice.